# Tétranitrure de tétrasoufre
Le tétranitrure de tétrasoufre est un composé chimique de formule N4S4. Il s'agit d'un solide cristallisé de couleur orangée, stable à l'air mais sensible aux chocs avec risque d'explosion, les impuretés de soufre ayant à cet égard un effet stabilisateur.

## Synthèse
Le tétranitrure de tétrasoufre peut être obtenu en faisant réagir un mélange de chlorure de soufre S2Cl2 et de dichlorure de soufre SCl2 avec de l'ammoniac NH3 dans du dichlorométhane CH2Cl2 puis en procédant à une recristallisation dans le toluène :
7 S2Cl2 + 16 NH3 → S4N4 + 12 NH4Cl + 9 S + SCl2.
Jusqu'à récemment, le S4N4 était ainsi produit en faisant réagir de l'ammoniac avec du dichlorure de soufre dans le tétrachlorométhane CCl4 suivi par extraction dans le dioxane C4H8O2 avec production de soufre élémentaire et de chlorure d'ammonium.
24 SCl2 + 64 NH3 → 4 S4N4 + S8 + 48 NH4Cl.
Une voie apparentée utilise de chlorure de soufre et le chlorure d'ammonium :
4 NH4Cl + 6 S2Cl2 → S4N4 + 16 HCl + S8.
Un mode de synthèse plus récent fait intervenir du ((Me3Si)2N)2S comme précurseur avec des liaisons S–N déjà constituées. Le ((Me3Si)2N)2S est préparé en faisant réagir du bis(triméthylsilyl)amidure de lithium et du dichlorure de soufre :
2 ((CH3)3Si)2NLi + SCl2 → (((CH3)3Si)2N)2S + 2 LiCl.
Le (((CH3)3Si)2N)2S réagit avec la combinaison du dichlorure de soufre SCl2 et du chlorure de sulfuryle SO2Cl2 pour donner du tétranitrure de tétrasoufre S4N4, du chlorure de triméthylsilyle (CH3)3SiCl et du dioxyde de soufre SO2 :
(((CH3)3Si)2N)2S + SCl2 + SO2Cl2 → S4N4 + 4 (CH3)3SiCl + SO2.
Enfin, la réaction du soufre élémentaire S8 avec l'ammoniac NH3 liquide en présence de nitrate d'argent AgNO3 est également possible :
16 NH3 + 5 S8 → 4 S4N4 + 24 H2S.

## Production d'autres nitrures de soufre
De nombreux nitrures de soufre sont préparés à partir du tétranitrure de tétrasoufre. La pipéridine C5H10NH donne par exemple l'anion [S4N5]− :
3 S4N4 + 4 C5H10NH → (C5H10NH2)+[S4N5]− + (C5H10N)2S + 3/8 S8 + N2.
À noter qu'il existe également un cation [S4N5]+.
Le traitement par l'azoture de tétraméthylammonium (CH3)4N+N3− donne l'anion [S3N3]− :
S4N4 + (CH3)4N+N3− → (CH3)4N+[S3N3]− + 3/8 S8 + 2 N2.
Une réaction semble-t-il apparentée avec l'azoture de bis(triphénylphosphine)iminium [(C6H5)3P)2N]+N3− donne un sel contenant l'anion bleu [NS4]− :
2 S4N4 + [(C6H5)3P)2N]+N3− → [(C6H5)3P)2N]+[NS4]− + 3/8 S8 + 5 N2.
L'anion [NS4]− possède une structure linéaire décrite par la mésomérie [S=S=N–S–S]− ↔ [S–S–N=S=S]−.
Le tétranitrure de tétrasoufre peut également polymériser en polythiazyle (SN)x en passant sur une mousse d'argent, lequel réagit dans un premier temps avec le soufre pour donner du sulfure d'argent Ag2S qui agit ensuite comme catalyseur pour scinder S4N4 en dinitrure de disoufre S2N2, lequel polymérise facilement :
1. S4N4 + 8 Ag → 4 Ag2S + 2 N2.
2. S4N4 (avec catalyseur Ag2S) → 2 S2N2 (avec réfrigération à 77 K) → S2N2 solide.
3. S2N2 (à 0 °C, se sublime en surface) → polymérisation thermique → (SN)x.